# Floco de Neve

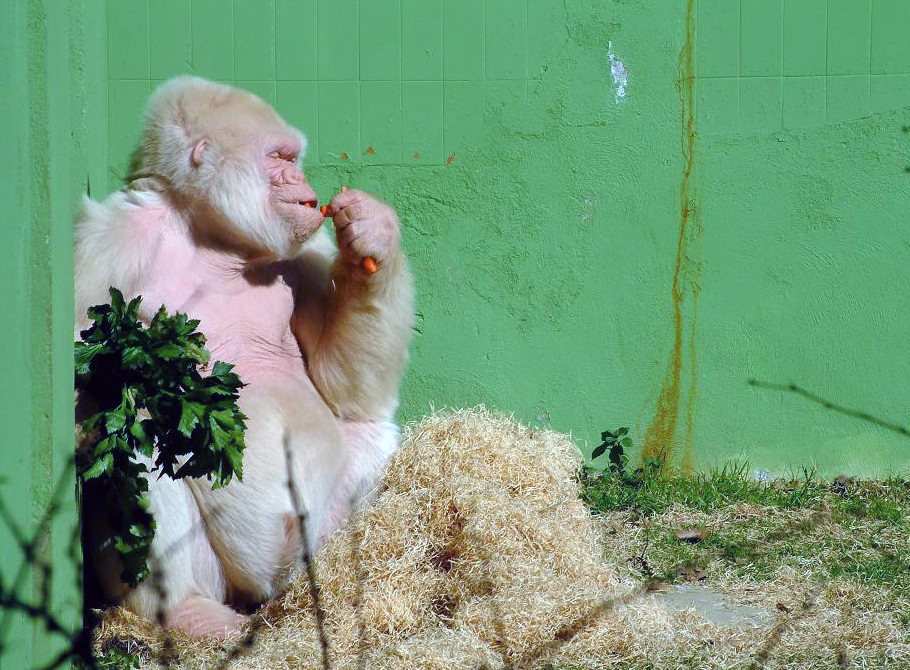
Floco de Neve em fevereiro de 2003.

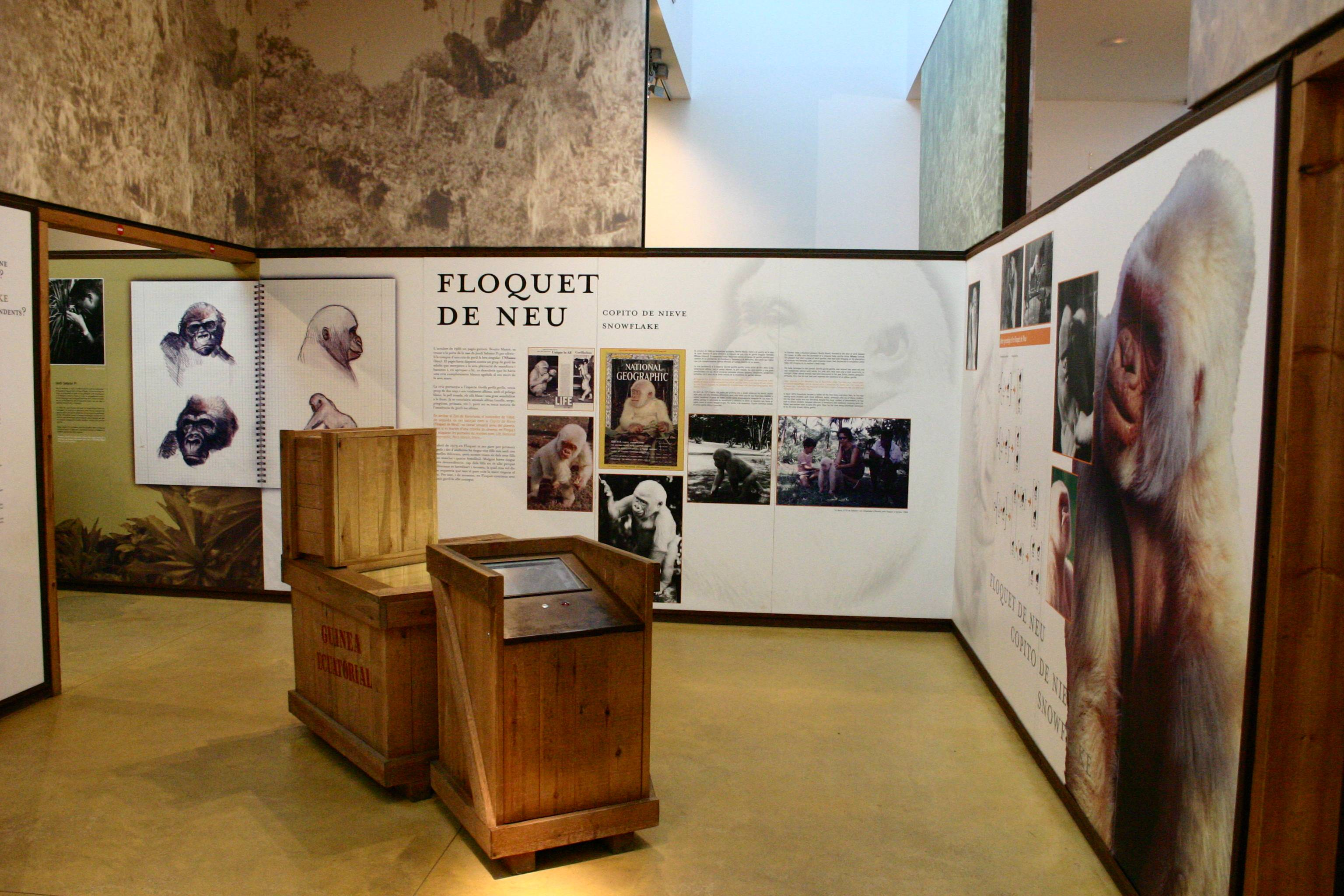
Zoo de Barcelona. Ai se encontra o DNA (ADN) de Copito de Nieve.

Floco de Neve (Rio Muni, Guiné Equatorial, 1964 - Barcelona, 24 de novembro de 2003), conhecido em catalão como Floquet de Neu e em espanhol como Copito de Nieve, foi até agora o único gorila albino do mundo de que se tem notícia. Era da espécie Gorila-do-ocidente (Gorilla gorilla). Foi encontrado por caçadores fang que o chamaram inicialmente de Nfumu ngui, tradução de gorila branco, que o localizaram na Selva de Nko (Guiné Equatorial). Estes caçadores o venderam para o professor Jordi Sabater Pi, que foi em seguida removido para o Centro de Experimentação Zoológica no Zoológico de Barcelona, por cerca de 15.000 pesetas. O professor levou-o a Espanha em 1966. Protagonizou capa da National Geographic em 1967, o que rendeu-lhe fama mundial, convertendo-se no símbolo do zoológico de Barcelona e da própria cidade.
O albinismo do gorila era equivalente ao tipo de albinismo mais frequente em humanos, o albinismo oculocutáneo (OCA), subtipo 1A.
Teve 22 filhos, dos quais sobreviveram apenas 5 (um macho e quatro fêmeas) e sete netos (três machos e quatro fêmeas). Nenhum deles eram albinos. Chegou a pesar 187 Kg e medir 1,63m. Morreu em 24 de novembro de 2003 devido a um câncer de pele que havia provocado problemas de saúde desde 1996. Se estima que tinha 39 anos quando morreu.

## Tentativa de clonagem
Mihões de cartas foram endereçadas ao zoo solicitando a clonagem de Copito, tornando-o em um dos animais mais solicitados para clonagem no mundo. Isto seria possível, pois o zoo guarda várias amostras de seu DNA.
Em 23 de dezembro de 2011 teve estreia o filme Copito de Nieve, baseado em sua história. Dirigida por Andrés G. Schaer, protagonizada por Pere Ponce, Elsa Pataky, Claudia Abate e Joan Sullà.